# 臼井不動産
臼井不動産株式会社（うすいふどうさん）は神奈川県横須賀市に本社を置く不動産会社。

## 概要
- 所在：横須賀市久里浜4-6-17
- 設立：2001年6月11日
- 資本金：10,000,000円

代表取締役会長：臼井功次
代表取締役社長：臼井達也
専務取締役　　：眞田和子　
社員数　20名　男子社員11名　女子社員9名
本社　横須賀市久里浜4-6-17　
支店　横須賀市久比里1-2-7　　　
支店　横須賀市三春町3-15
本部　横須賀市大滝町2－12
　　　臼井不動産本社ビル：ヨコスカ．タワ－9階
事業の概要
建売　競売　賃貸．売買の仲介　マンション分譲
収益物件投資コンサルタント